# Exogonia assimilis
Exogonia assimilis är en insektsart som beskrevs av Victor Antoine Signoret 1853. Exogonia assimilis ingår i släktet Exogonia och familjen dvärgstritar. Inga underarter finns listade i Catalogue of Life.